# أوسكار خافيير موراليس
أوسكار خافيير موراليس (بالإسبانية: Óscar Javier Morales)‏ (29 مارس 1975 بمونتفيدو في الأوروغواي - ) هو لاعب كرة قدم أوروغواني في مركز الوسط. شارك مع منتخب الأوروغواي لكرة القدم. أما مع النوادي، فقد لعب مع ريال بلد الوليد وكيلمس وميرامار ميشنس ونادي مالقا وناسيونال مونتيفيديو وVilla Teresa ‏ ونادي سيرو.

## وصلات خارجية
- أوسكار خافيير موراليس على موقع إي إس بي إن إف سي (الإنجليزية)
- أوسكار خافيير موراليس على موقع قاعدة بيانات كرة القدم.إي يو (الإنجليزية)
- أوسكار خافيير موراليس على موقع ناشيونال فوتبول تيمز (الإنجليزية)
- أوسكار خافيير موراليس على موقع Soccerway.com (الإنجليزية)